# Leobór
Leobór (dodatkowa nazwa w j. kaszub. Léòbòra) – przysiółek wsi Lewino w Polsce, położony w województwie pomorskim, w powiecie wejherowskim, w gminie Linia.
W latach 1975–1998 przysiółek administracyjnie należał do województwa gdańskiego.
Przysiółek leży na północnym skraju kompleksu Lasów Mirachowskich, pomiędzy jeziorami Miłoszewskim i Lewinko.